# Алканы
Алка́ны (парафи́ны, также насы́щенные или преде́льные углеводоро́ды) — ациклические углеводороды линейного или разветвлённого строения, содержащие только простые (одинарные) связи и образующие гомологический ряд с общей формулой CnH2n+2.
Все алканы и алкены относятся к классу алифатических углеводородов. Алканы являются насыщенными углеводородами, то есть содержат максимально возможное число атомов водорода для заданного числа атомов углерода. Каждый атом углерода в молекулах алканов находится в состоянии sp3-гибридизации — все 4 гибридные орбитали атома С идентичны по форме и энергии, 4 связи направлены в вершины тетраэдра под углами 109°28'. Связи C—C представляют собой σ-связи, отличающиеся низкой полярностью и поляризуемостью. Длина связи C—C составляет 0,154 нм, длина связи C—H — 0,1087 нм.
Простейшим представителем класса является метан (CH4). Углеводород с самой длинной цепью — нонаконтатриктан C390H782 синтезировали в 1985 году английские химики И. Бидд и М. К. Уайтинг.

## Номенклатура

### Рациональная
Выбирается один из атомов углеродной цепи, он считается замещённым метаном, и относительно него строится название «алкил1алкил2алкил3алкил4метан», например:
а: н-бутил-втор-бутилизобутилметан
б: триизопропилметан
в: триэтилпропилметан

### Систематическая ИЮПАК
По номенклатуре ИЮПАК названия алканов образуются при помощи суффикса -ан путём добавления к соответствующему корню от названия углеводорода. Выбирается наиболее длинная неразветвлённая углеводородная цепь, при этом нумерация этой цепи начинается со стороны ближайшего к концу цепи заместителя. В названии соединения цифрой указывают номер углеродного атома, при котором находится замещающая группа или гетероатом, затем название группы или гетероатома и название главной цепи. Если группы повторяются, то перечисляют цифры, указывающие их положение, а число одинаковых групп указывают приставками ди-, три-, тетра-. Если группы неодинаковые, то их названия перечисляются в алфавитном порядке.
Например:
При сравнении положений заместителей в обеих комбинациях, предпочтение отдается той, в которой первая отличающаяся цифра является наименьшей. Таким образом, правильное название — 2,2,6-триметил-5-этилгептан.

## Гомологический ряд и изомерия
Алканы образуют гомологический ряд.
| Гомологический ряд алканов (первые 10 членов) | Гомологический ряд алканов (первые 10 членов) | Гомологический ряд алканов (первые 10 членов) |
| --------------------------------------------- | --------------------------------------------- | --------------------------------------------- |
| Метан                                         | CH4                                           | CH4                                           |
| Этан                                          | CH3—CH3                                       | C2H6                                          |
| Пропан                                        | CH3—CH2—CH3                                   | C3H8                                          |
| Бутан                                         | CH3—CH2—CH2—CH3                               | C4H10                                         |
| Пентан                                        | CH3—CH2—CH2—CH2—CH3                           | C5H12                                         |
| Гексан                                        | CH3—CH2—CH2—CH2—CH2—CH3                       | C6H14                                         |
| Гептан                                        | CH3—CH2—CH2—CH2—CH2—CH2—CH3                   | C7H16                                         |
| Октан                                         | CH3—CH2—CH2—CH2—CH2—CH2—CH2—CH3               | C8H18                                         |
| Нонан                                         | CH3—CH2—CH2—CH2—CH2—CH2—CH2—CH2—CH3           | C9H20                                         |
| Декан                                         | CH3—CH2—CH2—CH2—CH2—CH2—CH2—CH2—CH2—CH3       | C10H22                                        |

Алканы, число атомов углерода в которых больше трёх, имеют изомеры. Изомерия предельных углеводородов обусловлена простейшим видом структурной изомерии — изомерией углеродного скелета, а начиная с C7H16 — также оптической изомерией. Число структурных изомеров алканов CnH2n+2 в зависимости от числа атомов углерода n без учёта стереоизомерии и с учётом стереоизомерии:
| n  | Число изомеров | С учётом стереоизомерии |
| -- | -------------- | ----------------------- |
| 4  | 2              | 2                       |
| 5  | 3              | 3                       |
| 6  | 5              | 5                       |
| 7  | 9              | 11                      |
| 8  | 18             | 24                      |
| 9  | 35             | 55                      |
| 10 | 75             | 136                     |
| 11 | 159            | 345                     |
| 12 | 355            | 900                     |
| 13 | 802            | 2412                    |
| 14 | 1858           | 6563                    |
| 15 | 4347           | 18 127                  |
| 20 | 366 319        | 3 396 844               |
| 25 | 36 797 588     | 749 329 719             |
| 30 | 4 111 846 763  | 182 896 187 256         |

Число структурных изомеров низших углеводородов до C14H30 было установлено прямым подсчётом; в 1931 году был разработан рекурсивный метод подсчёта числа изомеров. Какой-либо простой связи между числом атомов углерода n и числом изомеров обнаружено не было. При {\displaystyle n\rightarrow {\mathcal {1}}} число различных структурных изомеров алканов можно оценить посредством теоремы Редфилда — Пойи.

## Физические свойства
- Температуры плавления и кипения увеличиваются с молекулярной массой и длиной главной углеродной цепи.
- При стандартных условиях, установленных ИЮПАК (давление 105 Па, температура 0 °C), неразветвлённые алканы с CH4 до C4H10 являются газами, с C5H12 до C15H32 — жидкостями, а начиная с C16H34 и далее — твёрдыми веществами.
- Температуры плавления и кипения понижаются от менее разветвлённых к более разветвлённым. Так, например, при 20 °C н-пентан — жидкость, а неопентан — газ.
- Газообразные и твердые алканы не пахнут, некоторые жидкие алканы обладают характерным «бензиновым» запахом.
- Все алканы бесцветны, легче воды и нерастворимы в ней. Алканы хорошо растворяются в органических растворителях, жидкие алканы (пентан, гексан) используются как растворители.

| n   | Название         | Тпл, °C | Ткип, °C            | Плотность, г/см3 | Показатель преломления |
| --- | ---------------- | ------- | ------------------- | ---------------- | ---------------------- |
| 1   | Метан            | −182,48 | −161,5              | 0,416 при Tкип   |                        |
| 2   | Этан             | −183,3  | −88,63              | 0,546 при Tкип   |                        |
| 3   | Пропан           | −187,7  | −42,1               | 0,585 при Tкип   |                        |
| 4   | Бутан            | −138,35 | −0,5                | 0,6 при Tкип     | 1,3326                 |
| 4   | Изобутан         | −159,60 | −11,73              | 0,5510 при Tкип  |                        |
| 5   | Пентан           | −129,7  | 36,07               | 0,6262           | 1,3575                 |
| 6   | Гексан           | −95,3   | 68,7                | 0,6594           | 1,3749                 |
| 7   | Гептан           | −90,6   | 98,4                | 0,6795           | 1,3876                 |
| 8   | Октан            | −55,8   | 125,7               | 0,7025           | 1,3974                 |
| 9   | Нонан            | −54     | 150,8               | 0,718            | 1,4054                 |
| 10  | Декан            | −29,7   | 174,1               | 0,730            | 1,4119                 |
| 11  | Ундекан          | −25,6   | 195,9               | 0,7402           | 1,4151                 |
| 12  | Додекан          | −9,6    | 216,3               | 0,7487           | 1.4216                 |
| 13  | Тридекан         | −5,4    | 235,5               | 0,7564           | 1,4256                 |
| 14  | Тетрадекан       | 5,9     | 253,6               | 0,7628           | 1,4289                 |
| 15  | Пентадекан       | 9,9     | 270,6               | 0,7685           | 1,4310                 |
| 16  | Гексадекан       | 18,2    | 286,8               | 0,7734           | 1,4345                 |
| 17  | Гептадекан       | 22,0    | 301,9               | 0,778*           | 1,4369*                |
| 18  | Октадекан        | 28,2    | 316,1               | 0,7819*          | 1,4390*                |
| 19  | Нонадекан        | 32,1    | 329,76              | 0,7855*          | 1,4409*                |
| 20  | Эйкозан          | 36,8    | 342,7               | 0,7887*          | 1,4426*                |
| 21  | Генэйкозан       | 40,5    | 355,1               | 0,7917*          | 1,4441*                |
| 22  | Докозан          | 44,4    | 367,0               | 0,7944*          | 1,4455*                |
| 23  | Трикозан         | 47,6    | 380,2               | 0,7969*          | 1,4468*                |
| 24  | Тетракозан       | 50,9    | 389,2               | 0,7991*          | 1,4480*                |
| 25  | Пентакозан       | 53,7    | 401,0               | 0,8012*          | 1,4491*                |
| 26  | Гексакозан       | 57      | 262 (15 мм рт. ст.) | 0,778            |                        |
| 27  | Гептакозан       | 60      | 270 (15 мм рт. ст.) | 0,780            |                        |
| 28  | Октакозан        | 61,1    | 280 (15 мм рт. ст.) | 0,807            |                        |
| 29  | Нонакозан        | 64      | 286 (15 мм рт. ст.) | 0,808            |                        |
| 30  | Триаконтан       | 65,8    | 446,4               | 0,897*           | 1,4536*                |
| 31  | Гентриаконтан    | 67,9    | 455                 | 0,8111*          | 1,4543*                |
| 32  | Дотриаконтан     | 69,7    | 463                 | 0,8124*          | 1,4550*                |
| 33  | Тритриаконтан    | 71      | 474                 | 0,811            |                        |
| 34  | Тетратриаконтан  | 73,1    | 478                 | 0,8148*          | 1,4563*                |
| 35  | Пентатриаконтан  | 74,7    | 486                 | 0,8159*          | 1,4568*                |
| 36  | Гексатриаконтан  | 75      | 265 при 130 Па      | 0,814            |                        |
| 37  | Гептатриаконтан  | 77,4    | 504,14              | 0,815            |                        |
| 38  | Октатриаконтан   | 79      | 510,93              | 0,816            |                        |
| 39  | Нонатриаконтан   | 78      | 517,51              | 0,817            |                        |
| 40  | Тетраконтан      | 81,4    | 523,88              | 0,817            |                        |
| 41  | Гентетраконтан   | 80,7    | 530,75              | 0,818            |                        |
| 42  | Дотетраконтан    | 82,9    | 536,07              | 0,819            |                        |
| 43  | Тритетраконтан   | 85,3    | 541,91              | 0,820            |                        |
| 44  | Тетратетраконтан | 86,4    | 547,57              | 0,820            |                        |
| 45  | Пентатетраконтан |         | 553,1               | 0,821            |                        |
| 46  | Гексатетраконтан |         | 558,42              | 0,822            |                        |
| 47  | Гептатетраконтан |         | 563,6               | 0,822            |                        |
| 48  | Октатетраконтан  |         | 568,68              | 0,823            |                        |
| 49  | Нонатетраконтан  |         | 573,6               | 0,823            |                        |
| 50  | Пентаконтан      | 93      | 421                 | 0,824            |                        |
| 51  | Генпентаконтан   |         | 583                 | 0,824            |                        |
| 52  | Допентаконтан    | 94      | 587,6               | 0,825            |                        |
| 53  | Трипентаконтан   |         | 592                 | 0,825            |                        |
| 54  | Тетрапентаконтан | 95      | 596,38              | 0,826            |                        |
| …   | …                | …       | …                   | …                | …                      |
| 60  | Гексаконтан      | 98,9    |                     |                  |                        |
| …   | …                | …       | …                   | …                | …                      |
| 70  | Гептаконтан      | 105,3   |                     |                  |                        |
| …   | …                | …       | …                   | …                | …                      |
| 100 | Гектан           | 115,2   |                     |                  |                        |
| …   | …                | …       | …                   | …                | …                      |
| 150 | Пентаконтагектан | 123     |                     |                  |                        |
| …   | …                | …       | …                   | …                | …                      |
| 390 | Нонаконтатриктан | 132     |                     |                  |                        |

Примечание к таблице: * отмечены значения, полученные для переохлаждённой жидкости.

## Спектральные свойства

### ИК-спектроскопия
В ИК-спектрах алканов четко проявляются частоты валентных колебаний связи С—Н в области 2850—3000 см−1. Частоты валентных колебаний связи С—С переменны и часто малоинтенсивны. Характеристические деформационные колебания в связи С—Н в метильной и метиленовой группах обычно лежат в интервале 1400—1470 см−1, однако метильная группа даёт в спектрах слабую полосу при 1380 см−1.

### УФ-спектроскопия
Чистые алканы не поглощают излучение в ультрафиолетовой области выше 2000 Å и по этой причине часто оказываются отличными растворителями для измерения УФ-спектров других соединений.

## Химические свойства
Алканы имеют низкую химическую активность. Это объясняется тем, что одинарные связи C—H и C—C относительно прочны, и их сложно разрушить. Поскольку связи С—C неполярны, а связи С—Н малополярны, оба вида связей малополяризуемы и относятся к σ-виду, их разрыв наиболее вероятен по гомолитическому механизму, то есть с образованием радикалов.

### Реакции радикального замещения

#### Галогенирование
Галогенирование алканов протекает по радикальному механизму. Для инициирования реакции необходимо смесь алкана и галогена облучить УФ-излучением или нагреть.
Хлорирование метана не останавливается на стадии получения метилхлорида (если взяты эквимолярные количества хлора и метана), а приводит к образованию всех возможных продуктов замещения, от хлорметана до тетрахлорметана. Хлорирование других алканов приводит к смеси продуктов замещения водорода у разных атомов углерода. Соотношение продуктов хлорирования зависит от температуры. Скорость хлорирования первичных, вторичных и третичных атомов зависит от температуры, при низкой температуре скорость убывает в ряду: третичный, вторичный, первичный. При повышении температуры разница между скоростями уменьшается до тех пор, пока не становится одинаковой. Кроме кинетического фактора на распределение продуктов хлорирования оказывает влияние статистический фактор: вероятность атаки хлором третичного атома углерода в 3 раза меньше, чем первичного, и в 2 раза меньше, чем вторичного. Таким образом, хлорирование алканов является нестереоселективной реакцией, исключая случаи, когда возможен только один продукт монохлорирования.
Галогенирование происходит тем легче, чем длиннее углеродная цепь н-алкана. В этом же направлении уменьшается энергия ионизации молекулы вещества, то есть, алкан легче становится донором электрона.
Галогенирование — это одна из реакций замещения. В первую очередь галогенируется наименее гидрированый атом углерода (третичный атом, затем вторичный, первичные атомы галогенируются в последнюю очередь). Хлорирование алканов проходит поэтапно с последовательным образованием хлорметана, дихлорметана, хлороформа и тетрахлорметана: за один этап замещается не более одного атома водорода:
{\displaystyle {\mathsf {CH_{4}+Cl_{2}\rightarrow CH_{3}Cl+HCl}}}
{\displaystyle {\mathsf {CH_{3}Cl+Cl_{2}\rightarrow CH_{2}Cl_{2}+HCl}}}
{\displaystyle {\mathsf {CH_{2}Cl_{2}+Cl_{2}\rightarrow CHCl_{3}+HCl}}}
{\displaystyle {\mathsf {CHCl_{3}+Cl_{2}\rightarrow CCl_{4}+HCl}}}
Под действием света молекула хлора распадается на радикалы, затем они атакуют молекулы алкана, отрывая у них атом водорода, в результате этого образуются метильные радикалы ·СН3, которые сталкиваются с молекулами хлора, разрушая их и образуя новые радикалы.
Цепной механизм галогенирования:
1) Инициирование
{\displaystyle {\ce {\mathsf {Cl{\text{:}}Cl->[{h\nu }]Cl{\text{·}}+{\text{·}}Cl}}}}
2) Рост цепи
{\displaystyle {\mathsf {CH_{3}{\text{-}}CH_{2}{\text{-}}CH_{3}+Cl{\text{·}}\rightarrow CH_{3}{\text{-}}{\dot {CH}}{\text{-}}CH_{3}+HCl}}}
{\displaystyle {\mathsf {CH_{3}{\text{-}}{\dot {CH}}{\text{-}}CH_{3}+Cl{\text{:}}Cl\rightarrow CH_{3}{\text{-}}CHCl{\text{-}}CH_{3}+Cl{\text{·}}}}}
3) Обрыв цепи
{\displaystyle {\mathsf {CH_{3}{\text{-}}{\dot {CH}}{\text{-}}CH_{3}+Cl{\text{·}}\rightarrow CH_{3}{\text{-}}CHCl{\text{-}}CH_{3}}}}
Бромирование алканов отличается от хлорирования более высокой стереоселективностью из-за большей разницы в скоростях бромирования третичных, вторичных и первичных атомов углерода при низких температурах.
Иодирование алканов иодом не происходит, получение иодидов прямым иодированием осуществить нельзя.
С фтором и хлором реакция может протекать со взрывом, в таких случаях галоген разбавляют азотом или подходящим растворителем.

#### Сульфирование
При одновременном действии на алканы оксидом серы (IV) и кислородом, при ультрафиолетовом облучении или при участии веществ, являющихся донорами свободных радикалов (диазометан, органические перекиси), протекает реакция сульфирования с образованием алкилсульфокислот:
{\displaystyle {\mathsf {CH_{3}{\text{-}}CH_{2}{\text{-}}CH_{2}{\text{-}}CH_{3}{\xrightarrow {O_{2};SO_{2};h\nu }}CH_{3}{\text{-}}CH_{2}{\text{-}}CH_{2}{\text{-}}CH_{2}{\text{-}}SO_{2}OH}}}

#### Сульфохлорирование (реакция Рида)
При облучении ультрафиолетовым излучением алканы реагируют со смесью SO2 и Cl2, После того, как с уходом хлороводорода образуется алкильный радикал, присоединяется диоксид серы. Образовавшийся сложный радикал стабилизируется захватом атома хлора с разрушением очередной молекулы последнего.
Развитие цепного процесса:
{\displaystyle {\mathsf {RH+Cl\cdot \rightarrow R\cdot +HCl}}}
{\displaystyle {\mathsf {R\cdot +SO_{2}\rightarrow RSO_{2}\cdot }}}
{\displaystyle {\mathsf {RSO_{2}\cdot +Cl_{2}\rightarrow RSO_{2}Cl+Cl\cdot }}}
Легче всего сульфохлорируются углеводороды линейного строения, в отличие от реакций хлорирования и нитрования.
Образовавшиеся сульфонилхлориды широко применяются в производстве ПАВ.

#### Нитрование
Алканы реагируют с 10 % раствором азотной кислоты или оксидом азота NO2 в газовой фазе при температуре 140 °C и небольшом давлении с образованием нитропроизводных:
{\displaystyle {\mathsf {RH+HNO_{3}\rightarrow RNO_{2}+H_{2}O}}}
Имеющиеся данные указывают на свободнорадикальный механизм. В результате реакции образуются смеси продуктов.

#### Реакции окисления
Автоокисление
Окисление алканов в жидкой фазе протекает по свободно-радикальному механизму и приводит к образованию гидропероксидов, продуктов их разложения и взаимодействия с исходным алканом. Схема основной реакции автоокисления:
{\displaystyle {\mathsf {RH+O_{2}\rightarrow R\cdot +HOO\cdot }}}
{\displaystyle {\mathsf {R\cdot +O_{2}\rightarrow ROO\cdot }}}
{\displaystyle {\mathsf {ROO\cdot +RH\rightarrow ROOH+R\cdot }}}
Горение
Основным химическим свойством предельных углеводородов, определяющих их использование в качестве топлива, является реакция горения. Пример:
{\displaystyle {\mathsf {CH_{4}+2O_{2}\rightarrow CO_{2}+2H_{2}O+\Delta Q}}}
Значение Q достигает 46 000 — 50 000 кДж/кг.
В случае нехватки кислорода вместо углекислого газа получается оксид углерода(II) или уголь (в зависимости от концентрации кислорода).
Каталитическое окисление
В реакциях каталитического окисления алканов могут образовываться спирты, альдегиды, карбоновые кислоты.
При мягком окислении СН4 в присутствии катализатора кислородом при 200 °C могут образоваться:
- метанол: {\displaystyle {\mathsf {2CH_{4}+O_{2}\rightarrow 2CH_{3}OH}}}
- формальдегид: {\displaystyle {\mathsf {CH_{4}+O_{2}\rightarrow HCHO+H_{2}O}}}
- муравьиная кислота: {\displaystyle {\mathsf {2CH_{4}+3O_{2}\rightarrow 2HCOOH+2H_{2}O}}}

Окисление также может осуществляться воздухом. Процесс проводится в жидкой или газообразной фазе. В промышленности так получают высшие жирные спирты и соответствующие кислоты.
Реакция окисления алканов диметилдиоксираном:
Механизм реакций получения кислот путём каталитического окисления и расщепления алканов показан ниже на примере получения из бутана уксусной кислоты:

#### Термические превращения алканов
Разложение
Реакции разложения происходят лишь под влиянием больших температур. Повышение температуры приводит к разрыву углеродной связи и образованию свободных радикалов.
Примеры:
{\displaystyle {\mathsf {CH_{4}{\xrightarrow[{}]{^{o}t>1000^{o}C}}C+2H_{2}}}}
{\displaystyle {\mathsf {C_{2}H_{6}\rightarrow 2C+3H_{2}}}}
Крекинг
При нагревании выше 500 °C алканы подвергаются пиролитическому разложению с образованием сложной смеси продуктов, состав и соотношение которых зависят от температуры и времени реакции. При пиролизе происходит расщепление углерод-углеродных связей с образованием алкильных радикалов.
В 1930—1950 гг. пиролиз высших алканов использовался в промышленности для получения сложной смеси алканов и алкенов, содержащих от пяти до десяти атомов углерода. Он получил название «термический крекинг». С помощью термического крекинга удавалось увеличить количество бензиновой фракции за счёт расщепления алканов, содержащихся в керосиновой фракции (10—15 атомов углерода в углеродном скелете) и фракции солярового масла (12—20 атомов углерода). Однако октановое число бензина, полученного при термическом крекинге, не превышает 65, что не удовлетворяет требованиям условий эксплуатации современных двигателей внутреннего сгорания.
В настоящее время термический крекинг полностью вытеснен в промышленности каталитическим крекингом, который проводят в газовой фазе при более низких температурах — 400—450 °C и низком давлении — 10—15 атм на алюмосиликатном катализаторе, который непрерывно регенерируется сжиганием образующегося на нём кокса в токе воздуха. При каталитическом крекинге в полученном бензине резко возрастает содержание алканов с разветвлённой структурой.
Для метана:
{\displaystyle {\mathsf {2CH_{4}{\xrightarrow[{}]{^{o}t>1500^{o}C}}C_{2}H_{2}+3H_{2}}}}
Во время крекинга одна из связей (С-С) разрывается, образуя два радикала. Далее одновременно происходят три процесса, вследствие которых реакция дает множество различных продуктов:
{\displaystyle {\mathsf {CH_{3}{\text{-}}CH_{2}{\text{:}}CH_{3}{\xrightarrow {1500^{\circ }C}}CH_{3}{\text{-}}CH_{2}{\text{·}}+{\text{·}}CH_{3}}}}
1) Рекомбинация:
{\displaystyle {\mathsf {CH_{3}{\text{-}}CH_{2}{\text{·}}+{\text{·}}CH_{2}{\text{-}}CH_{3}\rightarrow CH_{3}{\text{-}}CH_{2}{\text{-}}CH_{2}{\text{-}}CH_{3}}}}
{\displaystyle {\mathsf {CH_{3}{\text{·}}+{\text{·}}CH_{2}{\text{-}}CH_{3}\rightarrow CH_{3}{\text{-}}CH_{2}{\text{-}}CH_{3}}}}
{\displaystyle {\mathsf {CH_{3}{\text{·}}+{\text{·}}CH_{3}\rightarrow CH_{3}{\text{-}}CH_{3}}}}
2) Диспропорционирование:
{\displaystyle {\mathsf {CH_{3}{\text{·}}+{\text{·}}CH_{2}{\text{-}}CH_{3}\rightarrow CH_{4}+CH_{2}{\text{=}}CH_{2}}}}
{\displaystyle {\mathsf {CH_{3}{\text{-}}CH_{2}{\text{·}}+{\text{·}}CH_{2}{\text{-}}CH_{3}\rightarrow CH_{3}{\text{-}}CH_{3}+CH_{2}{\text{=}}CH_{2}}}}
3) β-распад (разрыв связи (C-H)):
{\displaystyle {\mathsf {CH_{3}{\text{-}}CH_{2}{\text{·}}{\xrightarrow {-H{\text{·}}}}CH_{2}{\text{=}}CH_{2}}}}
Дегидрирование
1) В углеродном скелете 2 (этан) или 3 (пропан) атома углерода — получение (терминальных) алкенов, так как других в данном случае не может получиться; выделение водорода:
Условия протекания: 400—600 °C, катализаторы — Pt, Ni, Al2O3, Cr2O3, например, образование этилена из этана:
{\displaystyle {\mathsf {CH_{3}{\text{-}}CH_{3}\rightarrow CH_{2}{\text{=}}CH_{2}+H_{2}}}}
2) В углеродном скелете 4 (бутан, изобутан) или 5 (пентан, 2-метилбутан, неопентан) атомов углерода — получение алкадиенов, например, бутадиена-1,3 и бутадиена-1,2 из бутана:
{\displaystyle {\mathsf {CH_{3}{\text{-}}CH_{2}{\text{-}}CH_{2}{\text{-}}CH_{3}\rightarrow CH_{2}{\text{=}}CH{\text{-}}CH{\text{=}}CH_{2}+2H_{2}}}}
{\displaystyle {\mathsf {CH_{3}{\text{-}}CH_{2}{\text{-}}CH_{2}{\text{-}}CH_{3}\rightarrow CH_{2}{\text{=}}C{\text{=}}CH{\text{-}}CH_{3}+2H_{2}}}}
3) В углеродном скелете 6 (гексан) и более атомов углерода — получение бензола и его производных:
{\displaystyle {\mathsf {CH_{3}(CH_{2})_{5}CH_{3}\rightarrow C_{6}H_{5}CH_{3}+4H_{2}}}}

#### Конверсия метана
В присутствии никелевого катализатора протекает реакция:
{\displaystyle {\mathsf {CH_{4}+H_{2}O\rightarrow CO+3H_{2}}}}
Продукт этой реакции (смесь CO и H2) называется «синтез-газом».

### Реакции электрофильного замещения
Изомеризация:

Под действием катализатора (например, AlCl3) происходит изомеризация алкана: например, бутан (C4H10), взаимодействуя с хлоридом алюминия (AlCl3), превращается из н-бутана в 2-метилпропан.
С марганцевокислым калием (KMnO4) и бромной водой (раствор Br2 в воде) алканы не взаимодействуют.

## Нахождение в природе

### Нахождение в космосе
В небольших количествах алканы содержатся в атмосфере внешних газовых планет Солнечной системы: на Юпитере — 0,1 % метана, 0,0002 % этана, на Сатурне метана 0,2 %, а этана — 0,0005 %, метана и этана на Уране — соответственно 1,99 % и 0,00025 %, на Нептуне же — 1,5 % и 1,5⋅10−10, соответственно. На спутнике Сатурна Титане метан (1,6 %) содержится в жидком виде, причём, подобно воде, находящейся на Земле в круговороте, на Титане существуют (полярные) озёра метана (в смеси с этаном) и метановые дожди. К тому же, как предполагается, метан поступает в атмосферу Титана в результате деятельности вулкана. Кроме того, метан найден в хвосте кометы Хиякутаке и в метеоритах (углистых хондритах). Предполагается также, что метановые и этановые кометные льды образовались в межзвёздном пространстве.

### Нахождение на Земле

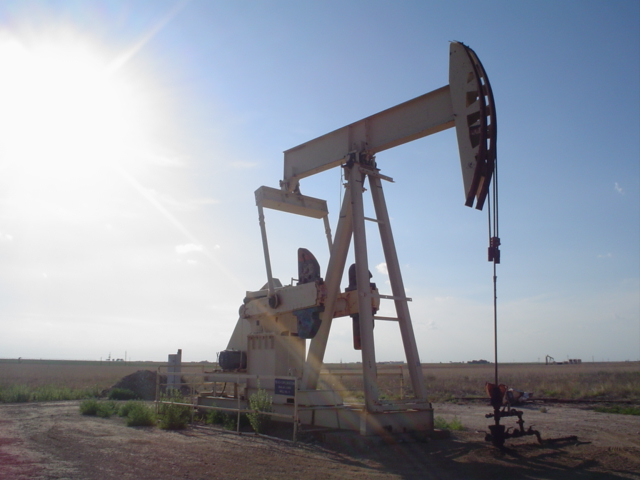
Добыча нефти

В земной атмосфере метан присутствует в очень небольших количествах (около 0,0001 %), он производится некоторыми археями (архебактериями), в частности, находящимися в кишечном тракте крупного рогатого скота. Промышленное значение имеют месторождения низших алканов в форме природного газа, нефти и, вероятно, в будущем — газовых гидратов (найдены в областях вечной мерзлоты и под океанами). Также метан содержится в биогазе.
Высшие алканы содержатся в кутикуле растений, предохраняя их от высыхания, паразитных грибков и мелких растительноядных организмов. Это обыкновенно цепи с нечётным числом атомов углерода, образующиеся при декарбоксилировании жирных кислот с чётным количеством углеродных атомов. У животных алканы встречаются в качестве феромонов у насекомых, в частности у мухи цеце (2-метилгептадекан C18H38, 17,21-диметилгептатриаконтан C39H80, 15,19-диметилгептатриаконтан C39H80 и 15,19,23-триметилгептатриаконтан C40H82). Некоторые орхидеи при помощи алканов-феромонов привлекают опылителей.

## Получение
Главным источником алканов (а также других углеводородов) являются нефть и природный газ, которые обычно встречаются совместно.
Восстановление галогенпроизводных алканов:
При каталитическом гидрировании в присутствии палладия галогеналканы превращаются в алканы:
{\displaystyle {\mathsf {RCH_{2}Cl+H_{2}\rightarrow RCH_{3}+HCl}}}
Восстановление иодалканов происходит при нагревании последних с иодоводородной кислотой:
{\displaystyle {\mathsf {RCH_{2}I+HI\rightarrow RCH_{3}+I_{2}}}}
Для восстановления галогеналканов пригодны также амальгама натрия, гидриды металлов, натрий в спирте, цинк в соляной кислоте или цинк в спирте
Восстановление спиртов:
Восстановление спиртов приводит к образованию углеводородов, содержащих то же количество атомов С. Так, например, проходит реакция восстановления бутанола (C4H9OH), проходящую в присутствии LiAlH4. При этом выделяется вода.
{\displaystyle {\mathsf {CH_{3}CH_{2}CH_{2}CH_{2}OH{\xrightarrow[{}]{LiAlH_{4}}}CH_{3}CH_{2}CH_{2}CH_{3}+H_{2}O}}}
Восстановление карбонильных соединений
Реакция Кижнера — Вольфа:
Реакцию проводят в избытке гидразина в высококипящем растворителе в присутствии KOH.
Реакция Клемменсена:
Гидрирование непредельных углеводородов
- Из алкенов

{\displaystyle {\mathsf {C_{n}H_{2n}+H_{2}\rightarrow C_{n}H_{2n+2}}}}
- Из алкинов

{\displaystyle {\mathsf {C_{n}H_{2n-2}+2H_{2}\rightarrow C_{n}H_{2n+2}}}}
Катализатором реакции являются соединения никеля, платины или палладия.
Синтез Кольбе
При электролизе солей карбоновых кислот, анион кислоты — RCOO− перемещается к аноду, и там, отдавая электрон превращается в неустойчивый радикал RCOO•, который сразу декарбоксилируется. Радикал R• стабилизируется путём сдваивания с подобным радикалом, и образуется R—R. Например:
{\displaystyle {\mathsf {CH_{3}COO^{-}\rightarrow CH_{3}COO\cdot +e^{-}}}}
{\displaystyle {\mathsf {CH_{3}COO\cdot \rightarrow CH_{3}\cdot +CO_{2}}}}
{\displaystyle {\mathsf {2CH_{3}\cdot +B\rightarrow C_{2}H_{6}}}}
Газификация твёрдого топлива (Процессы Бертло, Шрёдера, Бергиуса)
Проходит при повышенной температуре и давлении. Катализатор — Ni (для Бертло), Mo (для Шрёдера) или без катализатора (для Бергиуса):
{\displaystyle {\mathsf {C+2H_{2}\rightarrow CH_{4}}}}
Реакция Вюрца
{\displaystyle {\mathsf {2R{\text{-}}Br+2Na\rightarrow R{\text{-}}R+2NaBr}}}
Реакция идёт в ТГФ при температуре −80 °C. При взаимодействии R и R` возможно образование смеси продуктов (R—R, R`—R`, R—R`)
Синтез Фишера — Тропша
{\displaystyle {\mathsf {nCO+(2n+1)H_{2}\rightarrow C_{n}H_{2n+2}+nH_{2}O}}}

#### Реакция Дюма
Получением алканов с помощью декарбоксилирования солей карбоновых кислот, при сплавлении со щелочью (обычно NaOH или KOH):
{\displaystyle CH{\scriptstyle {\text{3}}}COONa+NaOH\rightarrow Na{\scriptstyle {\text{2}}}CO{\scriptstyle {\text{3}}}+CH{\scriptstyle {\text{4}}}}
Гидролиз карбида алюминия
{\displaystyle {\mathsf {Al_{4}C_{3}+12H_{2}O\rightarrow 3CH_{4}\uparrow +4Al(OH)_{3}\downarrow }}}

## Биологическое действие
Низшие алканы обладают наркотическим действием, вызывают асфиксию, раздражают органы дыхания. При хроническом действии алканы нарушают работу нервной системы, что проявляется в виде бессонницы, брадикардии, повышенной утомляемости и функциональных неврозов. Вследствие раздражающего действия газов при подострых, острых и хронических отравлениях развивается пневмония и отёк лёгких.
Некоторые алканы могут обладать токсическими свойствами при вдыхании или при попадании в организм через кожу или пищеварительную систему. Например, метан и этан, будучи горючими газами, могут вызывать асфиксию при больших концентрациях. Вдыхание определенных алканов также может оказывать негативное воздействие на органы организма, приводя к нежелательным реакциям. Наконец, выбросы алканов в окружающую среду могут вызвать серьезные экологические проблемы, такие как загрязнение почвы, воды и воздуха.